# خوان سالازار
خوان سالازار (بالإسبانية: Juan de Oñate) (و. 1550 – 1645 م) هو مستكشف من إسبانيا، والمكسيك، توفي في إسبانيا، عن عمر يناهز 95 عاماً.

## مناصب
تولى منصب حاكم المكسيك جديدة ‏.